# Lieven de Key (woningcorporatie)
Woonstichting Lieven de Key is een woningcorporatie, gevestigd in Amsterdam. Met ca. 34.000 woningen is het een van de grotere woningcorporaties van Nederland. De woonstichting is een sociale huisvester die zich in het bijzonder richt op jonge ‘toetreders op de woningmarkt’ en het ‘realiseren van vernieuwende initiatieven in de volkshuisvesting’ (artikel 3, statuten). Als ‘toegelaten instelling’ handelt de woonstichting binnen de regels die voor woningcorporaties zijn vastgelegd in de Woningwet.

## Geschiedenis

### Ontstaan

#### Gegroeid vanuit fusies

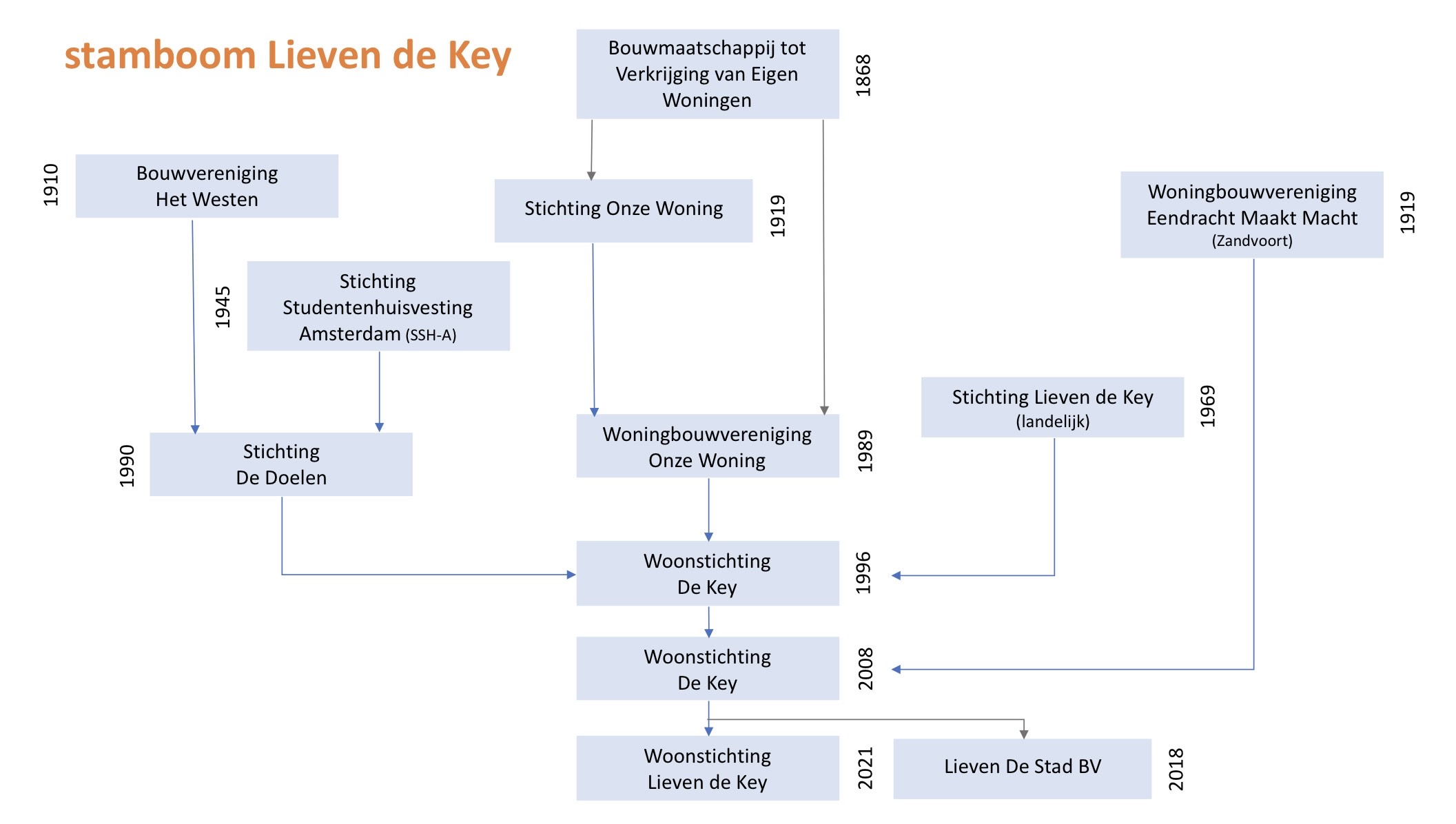
Fusiegeschiedenis van Lieven de Key

Lieven de Key is ontstaan uit fusies van een zestal woningcorporaties. De oudste woningcorporatie daarvan, de Bouwmaatschappij tot Verkrijging van Eigen Woningen, is in 1868 opgericht. Deze Bouwmaatschappij functioneert zelfstandig en maakt geen aanspraak op de staatssteun die andere woningcorporaties op basis van de Woningwet vanaf 1901 wel ontvangen. Om toch toegang te krijgen tot die staatssteun wordt in 1919, naast de Bouwmaatschappij, de stichting Onze Woning opgericht. Onze Woning komt als ‘toegelaten instelling’ wel in aanmerking voor staatssteun. Het bestuur van Onze Woning bestaat uit dezelfde personen als dat van de Bouwmaatschappij. Zo kan er zowel met én zonder staatssteun worden gebouwd.
In 1989 fuseren beide organisaties tot woningbouwvereniging Onze Woning. In de daaropvolgende jaren vinden nog meer fusies plaats. Stichting Lieven de Key is in 1996 een van de fusiepartners. Vanaf dat moment is de statutaire naam van de fusieorganisatie ‘Woonstichting Lieven de Key’. Tussen 1996 en 2021 opereerde de woonstichting in hoofdzaak onder de handelsnaam ‘De Key’.

#### Stichters
Op 2 november 1868 komen honderden ambachtslieden bij elkaar om de ‘Bouwmaatschappij tot Verkrijging van Eigen Woningen’ op te richten. De meesten wonen in de Jordaan en de Oostelijke Eilanden, delen van Amsterdam met erbarmelijke woonomstandigheden. Zaagmolenaarsknecht Klaas Ris, nestor van de Nederlandse arbeidersbeweging is een van de oprichters – later ook voorzitter - van de Bouwmaatschappij. Zijn centrale rol wordt na enkele jaren overgenomen door schoenmaker Johannes van Buuren en meubelmaker Bernard (B.H.) Heldt. Bernard Heldt is ook oprichter en 1e voorzitter van het Algemeen Nederlandsch Werklieden-Verbond en in 1886 de eerste arbeider gekozen als lid van de Tweede Kamer. De zoon van Johannes van Buuren, Lucas van Buuren volgt hem later op als voorzitter. Lucas van Buuren wordt in 1933 benoemd tot Ridder in de Orde van Oranje-Nassau. Bij zijn afscheid in december 1936 als voorzitter van de Bouwmaatschappij krijgt Van Buuren de Zilveren Medaille van de stad Amsterdam.

### Bestuurlijke geschiedenis

#### De Bouwmaatschappij (1868 – 1989)

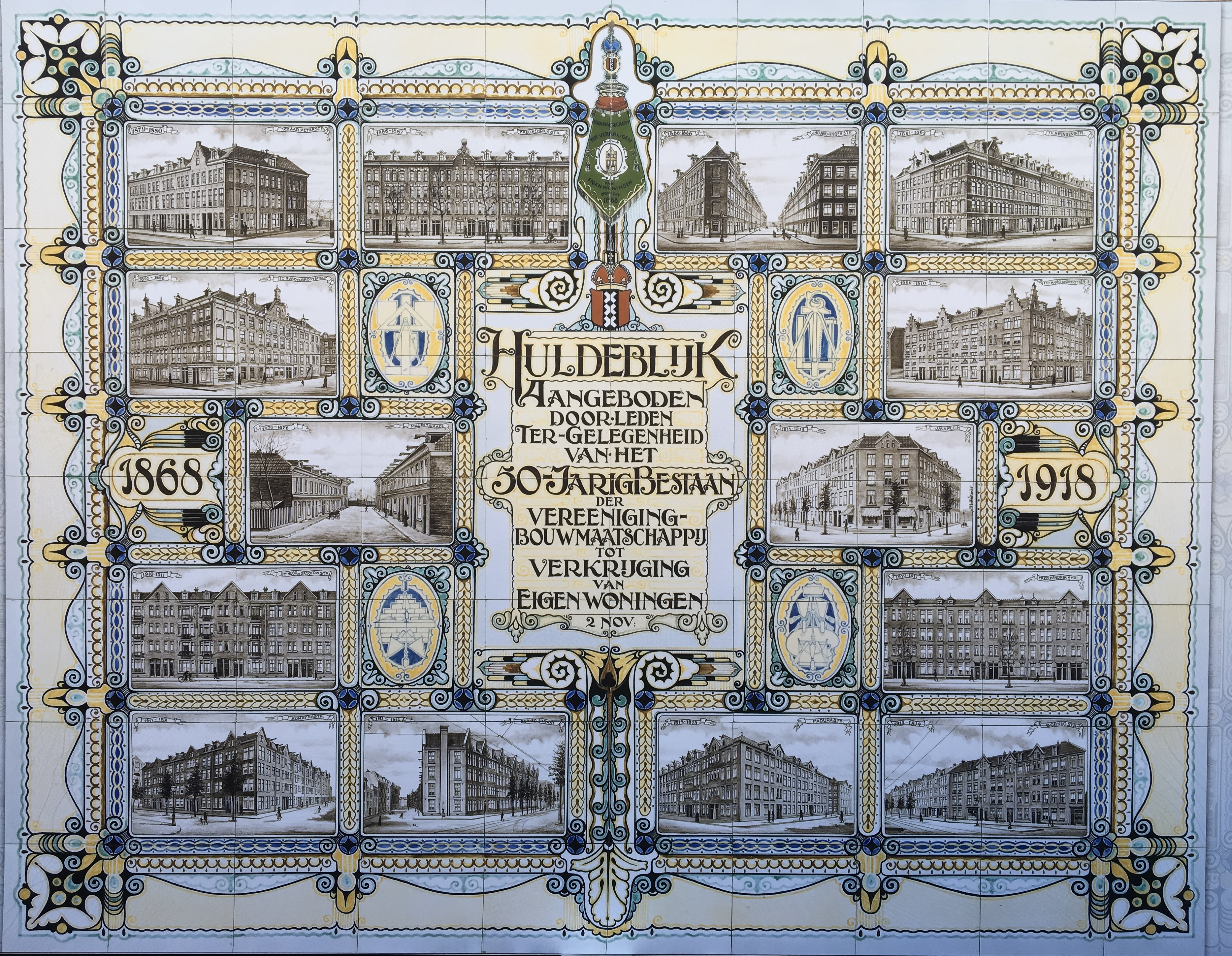
Tegeltableau woningbezit Jubileum 50 jaar Bouwmaatschappij (in bezit Amsterdam Museum)

Om ‘burgerwoningen’ te bouwen, geeft de Bouwmaatschappij aandelen uit. Daarvoor wordt 10 cent per week betaald. Woningen worden verhuurd aan de aandeelhouders. Huurders kunnen extra betalen voor hun woning ‘om door den tijd zijn eigendom te worden’. Dit idee bestaat nog niet in Nederland. Het eerste woningcomplex aan de Mauritskade staat bekend als de Dubbeltjespanden. Het straatje wordt tegenwoordig hoog gewaardeerd om zijn cultuurhistorische betekenis en vormen voor Lieven de Key nog steeds een symbool voor haar emancipatorische ambities.
De Bouwmaatschappij bouwt stapsgewijs aan een indrukwekkend woningbezit waarvan het Coöperatiehof in De Pijp een monumentaal hoogtepunt is. Niet alleen woningen, maar ook een leeszaal, winkels en een werkplaats. Het Coöperatiehof is een goed voorbeeld van De Amsterdamse School. Mooi en functioneel. Woningen met voorzieningen die arbeiders de kans geven om zich te ontwikkelen. In de leeszaal kunnen buurtbewoners boeken lenen, kranten lezen en vergaderen. De voorgevels zijn ontworpen door Piet Kramer, een van de belangrijkste architecten van De Amsterdamse School. In het centrale plantsoen van de Coöperatiehof staat het Van Buurenmonument, een gedenkteken geplaatst voor Lucas van Buuren.

#### Onze Woning (1919 – 1996)
De historie van Onze Woning is nauw verweven met die van de Bouwmaatschappij. Beide rechtspersonen blijven bouwen. In de jaren zeventig komt men gezamenlijk in een nieuwe bestuurlijke fase. Amsterdam ligt er beroerd bij. In reactie daarop kiest de gemeente voor grote verkeersdoorbraken en sloop. In de geest hiervan sloopt Onze Woning veel woningen in het Oostelijk Havengebied en de Roomtuintjes. Maar niet anders dan na veel strijd en huurstakingen. Het vormt de aanzet voor nieuwe vormen van stadsvernieuwing. Het nieuwe motto wordt ‘Bouwen voor de Buurt’.

#### Het Westen (1910 – 1990)
Bouwvereniging 'Het Westen' is opgericht in 1910, min of meer tegelijk met de meeste andere woningcorporaties van de twintigste eeuw. Bij Het Westen staat zorg voor betere woonomstandigheden van arbeiders centraal.
Het eerste bouwproject verrijst tussen 1913 en 1916 in de Zeeheldenbuurt. In 1916-1919 bouwt Het Westen de binnenring van het Zaanhof. De ruime opzet van de Zaanhof met een groen binnenterrein is qua opzet modern ten opzichte van de traditionele sociale woningbouw met langgerekte blokken en diepe woningen. Goede huisvesting voor arbeiders in sociale huurwoningen rondom een groen binnenterrein: een oase van rust en een plek voor ontmoeting. Architect Herman Walenkamp verfraait het halfopen woonblok met hoektorens, neo-romaanse poorten, natuurstenen zuilen en puntgevels met baksteen, stucwerk en vakwerk. Het Zaanhof is een Rijksmonument.
In 1990 fuseert Het Westen in 1990 met de Stichting Studentenhuisvesting Amsterdam tot Stichting De Doelen. In 1996 fuseert die weer met Onze Woning en Lieven de Key tot Woonstichting De Key.

#### Stichting Studenten Huisvesting Amsterdam (1945 – 1990)
Na de tweede wereldoorlog groeit de behoefte aan studentenhuisvesting. Er moeten studentenhuizen komen, met “een universitaire geest” en een “typisch Nederlands stempel”, zoals de door minister van Onderwijs Jo Cals ingestelde adviescommissie ‘Voorzieningen ten behoeve van studenten’ dat omschrijft.
In Amsterdam is daarvoor de Stichting Studenten Huisvesting-Amsterdam (SSH-A) opgericht. De eerste jaren kan de SSH-A alleen bestaande woningen overnemen en renoveren tot studentenwoningen. Verschillende huizen van het Amsterdamsch Studenten Corps en andere studentenverenigingen worden ondergebracht bij de SSH-A; ‘aanbrengers’ van panden krijgen voorrang om er te mogen wonen.
Deze kleinschalige aanpak verandert in 1965 met de bouw van de Weesperflat. Deze eerste studentenflat van Nederland, ontworpen door Herman Hertzberger, is inmiddels een gemeentelijk monument. In Amsterdam is de flat beroemd (en berucht) vanwege de vele feesten en ongeregeldheden. De flat is nog steeds populair onder studenten.
In de loop der jaren zijn in Amsterdam en Diemen diverse andere studentencomplexen gebouwd, waarvan een deel op tijdelijke locaties zoals naast de Bijlmerbajes en in de Houthavens.

#### Lieven de Key (1969 – 1996)

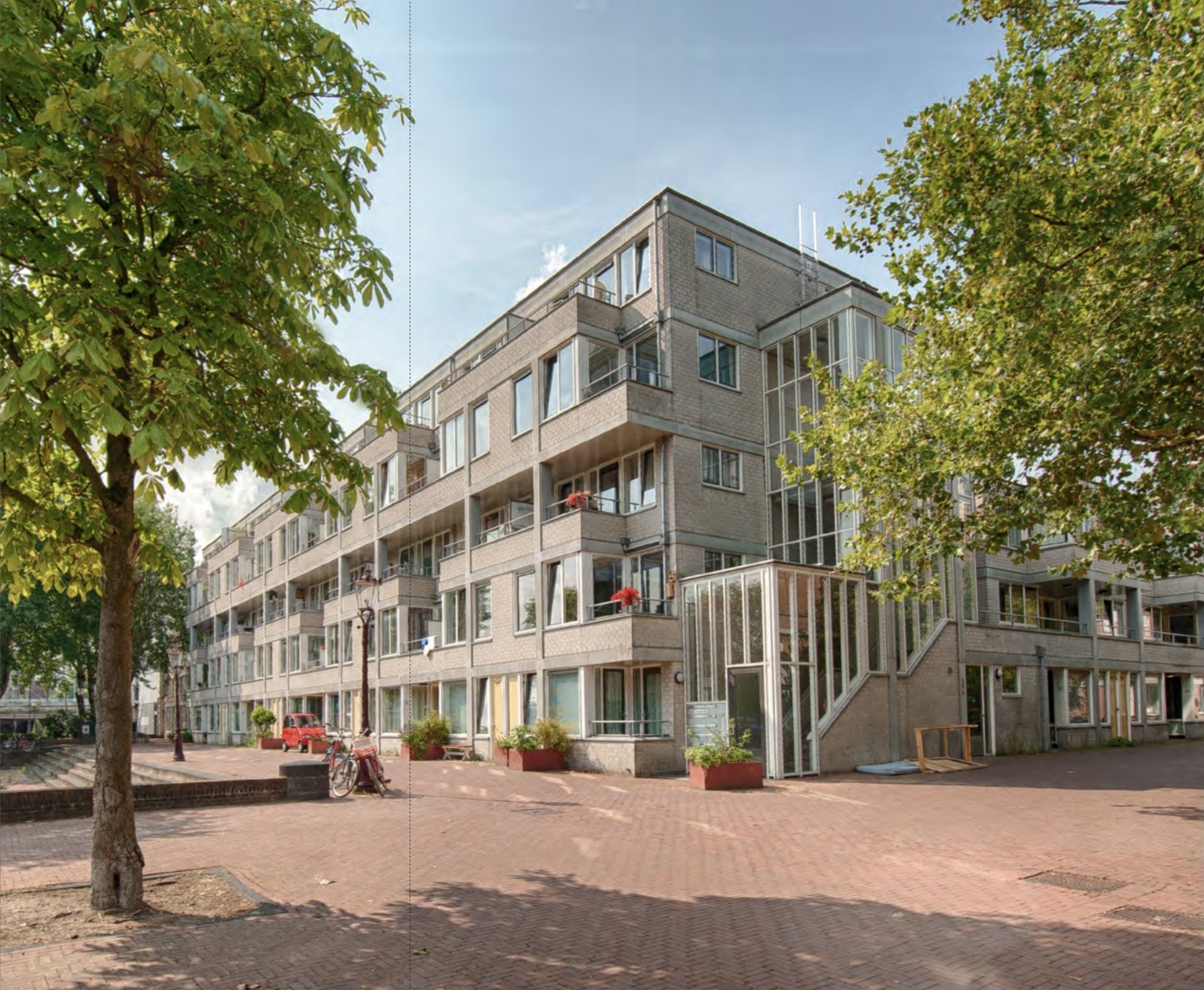
Bickerseiland Lieven de Key (uit 'Het begon met dubbeltjes...')

De democratiseringsgolf in de zestiger jaren leidde op het Amsterdamse Bickerseiland in de Westelijke Eilanden tot oprichting van de nieuwe woningcorporatie Stichting Lieven de Key, genoemd naar de bouwmeester Lieven de Key. Samen met de bewoners voorkomt men dat het eiland verandert in een kantorenpark. Om aan te tonen dat binnen historische kaders mooi gebouwd kan worden, laten de bewoners zelf een nieuwbouwproject ontwerpen. Dit plan is in samenwerking met architect Paul de Ley door Lieven de Key gebouwd en heeft inmiddels een beschermde monumentale status.
Lieven de Key is een van de weinige woningcorporaties met een landelijke toelating. Vanuit het hele land wisten krakers en mensen met vernieuwende wooninitiatieven Lieven de Key te vinden. Een uitvloeisel daarvan was bijvoorbeeld dat tot 2020 De Key eigenaar is van een monumentaal landhuis in De Bilt.

#### De Principaal BV (1994 – 2021)
Om een professioneler werkapparaat op te bouwen, richten Lieven de Key, Onze Woning en De Doelen het ontwikkelbedrijf De Principaal BV op. Zij vervullen een voortrekkersrol in de ontwikkeling van het Oostelijk Havengebied. En zij bouwen opvallende architectuur, zoals De Sfinx van architect Frits van Dongen en Piraeus van de Duitse architecten Kollhoff en Rapp. 
Alle oude en nieuwe ontwikkelopgaven van de drie corporaties worden in De Principaal gebracht. Twee jaar later fuseren deze drie moeder-corporaties tot Woonstichting De Key. In de loop van de 21e eeuw zijn de activiteiten van De Principaal geïntegreerd in De Key en is De Principaal opgeheven.

#### Eendracht Maakt Macht (1919 – 2008)
Eendracht Maakt Macht (EMM) is een Zandvoortse woningcorporatie met 2600 woningen. In 2008 fuseert EMM met De Key. Daarmee komt er meer investeringskracht beschikbaar voor Zandvoort en worden bestaande woningen opgeknapt en nieuwe woningen gebouwd.

#### Woonstichting Lieven de Key (1996 – heden)

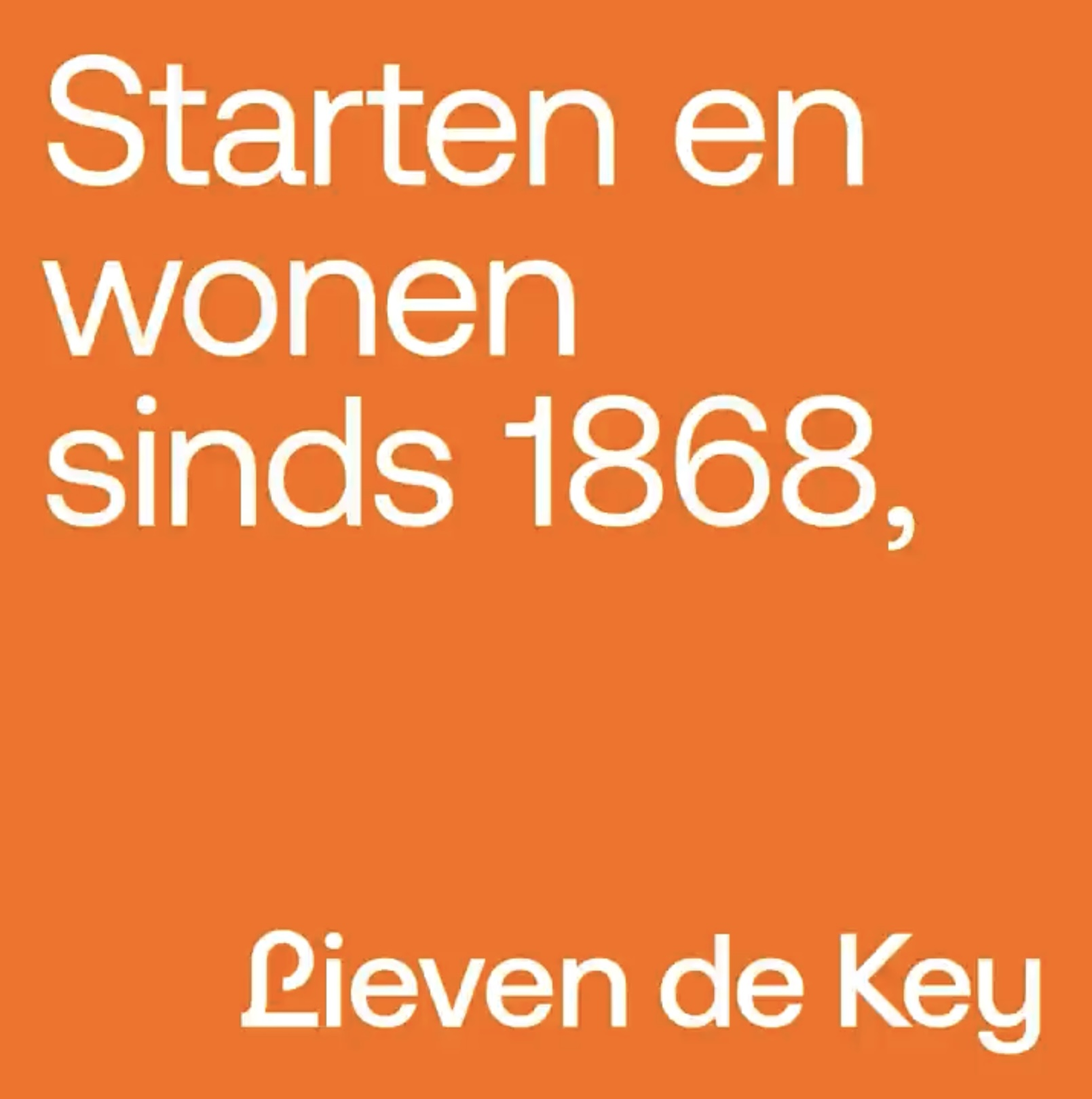
Sinds 2021 opereert de woonstichting weer onder haar statutaire naam

In 2007 komt een eind aan de meeste bouwambities van de fusiecorporatie. De kredietcrisis dwingt De Key om haar investeringen ingrijpend terug te schroeven en om intern te reorganiseren. Pas vanaf 2014 komt er voorzichtig weer meer investeringsruimte. Om die effectief te besteden, brengt De Key focus aan in haar ambities. Ze bouwt in hoofdzaak nog maar binnen de Amsterdamse Ring A10 en vlak daarbuiten. En geeft prioriteit aan het huisvesten van woonstarters.
Vanaf 2018 komt de hierbij passende nieuwbouw op stoom en realiseert De Key meer nieuwbouw dan ooit in haar historie. Zij ontwikkelt diverse nieuwe woonconcepten waaronder Startblok Riekerhaven. Daar wonen jonge Nederlanders en jonge statushouders in een community. Zij ondersteunen elkaar bij het maken van een goede start in Amsterdam en het opbouwen van hun toekomst. Hierbij staat zelfbeheer en zelforganisatie centraal. In 2019 benoemt de UN Habitat Startblok Riekerhaven tot (vernieuwend) voorbeeldproject. De Key bouwt inmiddels aan haar vijfde Startblok project.
Ook in andere jongerenprojecten doet Lieven de Key ervaring op met nieuwe beheer- en woonconcepten. Die ervaringen komen uiteindelijk samen in Lieven, een project voor jongeren met 1200 woningen, dat volgens de corporatie ‘qua omvang, diversiteit en vernieuwing zijn gelijke niet kent’ in haar de historie. Het project is door de Branchevereniging Nederlandse Architectenbureaus (BNA) uitgeroepen tot het Beste Gebouw van het Jaar 2023 in de categorie Leefbaarheid & Sociale Cohesie. De jury noemt het ‘een krachtig en uitgebalanceerd project, dat toont hoe je goede woningen bouwt voor mensen met een kleine portemonnee.’ De tijdloze bakstenen gevels noemt de jury ‘bijna New Yorks’.
In 2019 en 2020 draagt De Key haar woningbezit in Hillegom en Zandvoort over aan andere corporaties. Ook worden grondposities, sociale huurwoningen en bedrijfsruimtes verkocht die niet meer bij de bedrijfsstrategie passen, waaronder het Lloyd Hotel en het REM-eiland.
In de loop van 2021 maakt de woningcorporatie steeds meer gebruik van de statutaire naam ‘Woonstichting Lieven de Key’ en bouwt ze het gebruik van de handelsnaam ‘De Key’ af.